# Джордж Бідл
Джордж Велс Бідл (англ. George Wells Beadle; 22 жовтня 1903, Вагу, Небраска — 9 червня 1989) — американський генетик.

## Біографія
У 1926 році закінчив університет Небраски, а потім Корнельський університет. У 1931—1936 роках — співробітник Каліфорнійського технологічного інституту, у 1946-61 роках — професор. У 1937—1946 обіймає посаду професора Стенфордського університету. У 1961—1968 — президент Чиказького університету.

## Основні роботи
Автор робіт по цитології і генетиці, а також досліджень в області генетичного контролю метаболізму, фізичних і хімічних основ спадковості. Всебічно досліджував (у дослідах з маїсом, плодовою мушкою і грибами Neurospora) природу і функції генів, встановив здатність бактерій поєднувати чужорідні генетичні субстанції із власними.

## Нобелівська премія
Нобелівська премія з медицини (1958) спільно з Е. Тейтемом і Дж. Ледербергом за дослідження з генетики мікроорганізмів.

## Твори
- Genetical and cytological studies of Mendelian asynapsis in Zea mays, N. Y., 1930;
- An introduction to genetics …, Phil. — L., 1939 (разом з A. H. Sturtevant);
- Genetic control of metabolism, Wash., 1952;
- Genes and chemical reactions in Neurospora, в кн.: Les prix Nobel en 1958, Stockh., 1959.